# Acueducto de los Milagros (Mérida)
Der Acueducto de los Milagros war Teil einer römischen Wasserleitung (Aquädukt), die die Stadt Mérida (Emerita Augusta) in der heutigen spanischen Provinz Extremadura jahrhundertelang mit frischem Wasser versorgte.

## Lage
Der von einem bereits in römischer Zeit am 5½ Kilometer entfernten Bach Las Pardillas angelegten Stausee (Lago de Proserpina) gespeiste Aquädukt überquert auf einer Länge von ca. 830 Metern das Flusstal des Río Albarregas im Nordwesten der Stadt Mérida. Vom Zentrum der Stadt ist er nur etwa zwei Kilometer (Luftlinie) entfernt.

## Geschichte
Wahrscheinlich ist der Aquädukt im 1. Jahrhundert n. Chr. erbaut worden; im 3. Jahrhundert wurden Reparaturen ausgeführt – trotzdem verfiel die Wasserleitung nach dem Abzug der Römer. Im Mittelalter – vielleicht auch schon früher – erhielt der Bau wegen seiner gleichermaßen gewagten wie eleganten Architektur den Namen Acueducto de los Milagros („Aquädukt der Wunder“).

## Bauwerk

### Steinmaterial und Mauertechnik
Die tragenden Pfeiler des Aquädukts wurden in einer Art Gusstechnik mit Bruchsteinen und Mörtel (opus caementitium) errichtet, die in eine in die Höhe wachsende Mauerschale aus exakt behauenen grauen Granitsteinen gegossen wurden (opus implectum), dazwischen finden sich Lagen aus gebrannten Ziegelsteinen, die sich durch ihre rötliche Färbung deutlich absetzen. Auch die Bögen zwischen Pfeilern sind aus Granit gemauert; sie wurden jedoch meist mit Ziegelsteinen verblendet. Die Granitsteine wurden bereits im Steinbruch normgerecht behauen und fertig zum Versatz angeliefert.

### Architektur
Das Bauwerk bestand ursprünglich aus über 100 Pfeilern, die an den Außenseiten durch leicht angeschrägte Strebepfeiler stabilisiert wurden. Zwischen den maximal 25 Metern hohen Hauptpfeilern waren auf weitgehend gleicher Höhe Bögen gespannt, die auf leicht vorkragenden Gesimsen aufruhten und ebenfalls nur der statischen Stabilisierung dienten. Die eigentliche Wasserleitung befand sich oberhalb der höchsten Bögen und hatte ein Gefälle von weniger als einem Prozent, welches durch eine perfekte Vermessungstechnik und die Verwendung von kleinen – auch unregelmäßig geformten – Steinen erreicht wurde, die als Unterlage für den etwa einen Meter breiten und aus größeren Granit- oder Sandsteinen zusammengefügten Wasserkanal dienten, von dem jedoch nichts erhalten ist.

### Bedeutung
Anders als die meisten Aquädukte im Römischen Reich, bei denen stets die Horizontale dominierte, bestimmen beim Aquädukt von Mérida die senkrechten Pfeiler das ausgesprochen leicht und elegant wirkende Gesamtbild. Dieses eigenwillige Baukonzept wurde wahrscheinlich Jahrhunderte später von den arabischen Baumeistern der Mezquita de Córdoba nachgeahmt.

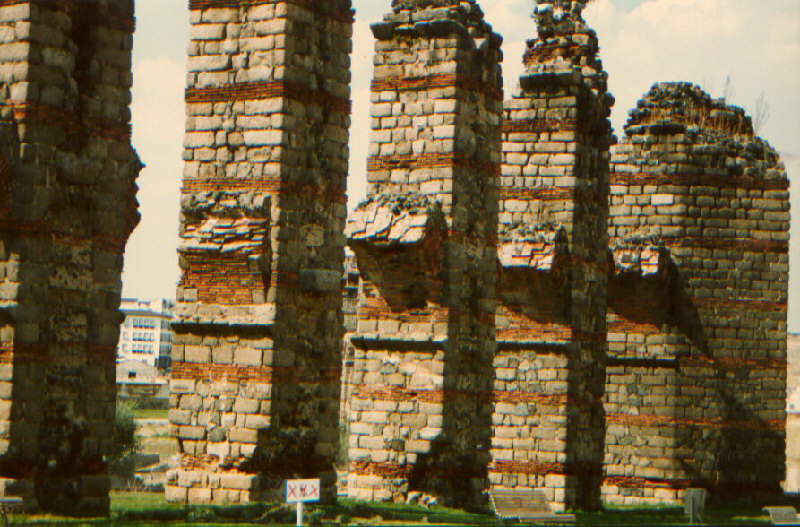
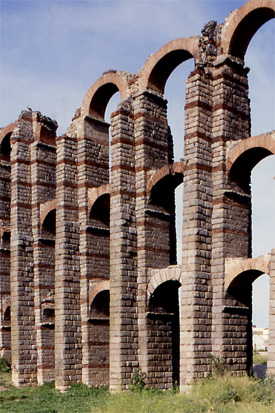
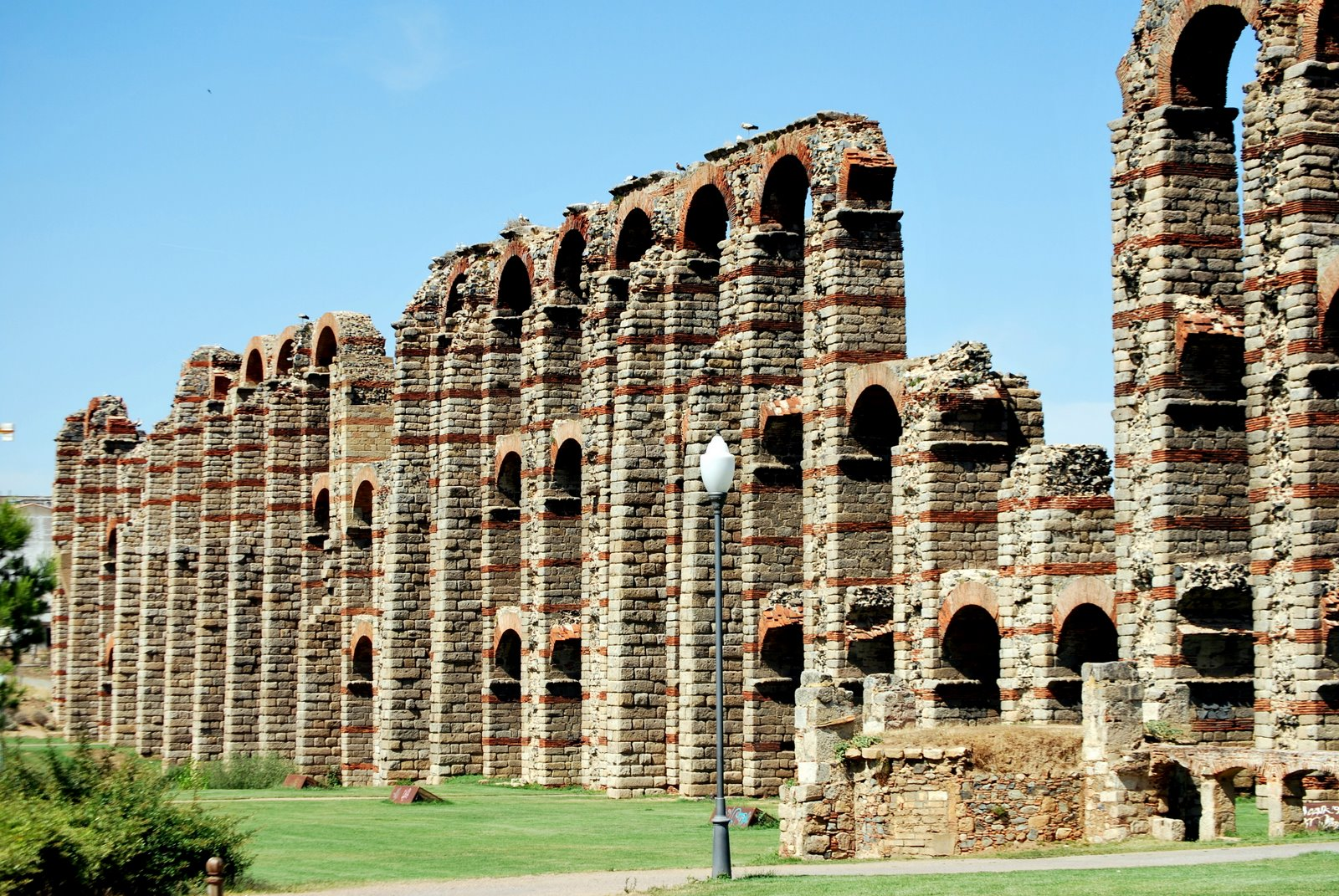

## Andere Aquädukte in Mérida
In römischer Zeit verfügte Mérida über drei Aquädukte, von denen einer – die Aqua Augusta – völlig verschwunden ist. Im Viertel von San Lázaro finden sich die Überreste zweier weiterer Aquädukte: Die drei erhaltenen Pfeiler des etwa 15 Meter hohen Acueducto de Rabo de Buey stammen ebenfalls aus römischer Zeit und orientieren sich in ihrem architektonischen Aufbau weitgehend am Acueducto de los Milagros. Der Aquädukt hatte jedoch ein horizontal gelagertes Erdgeschoss; erst darüber setzen die Pfeiler aus Granit und Ziegelsteinen an. Der unmittelbar daneben stehende Acueducto de San Lázaro ist ein wenig eleganter Neubau aus dem 16. Jahrhundert.

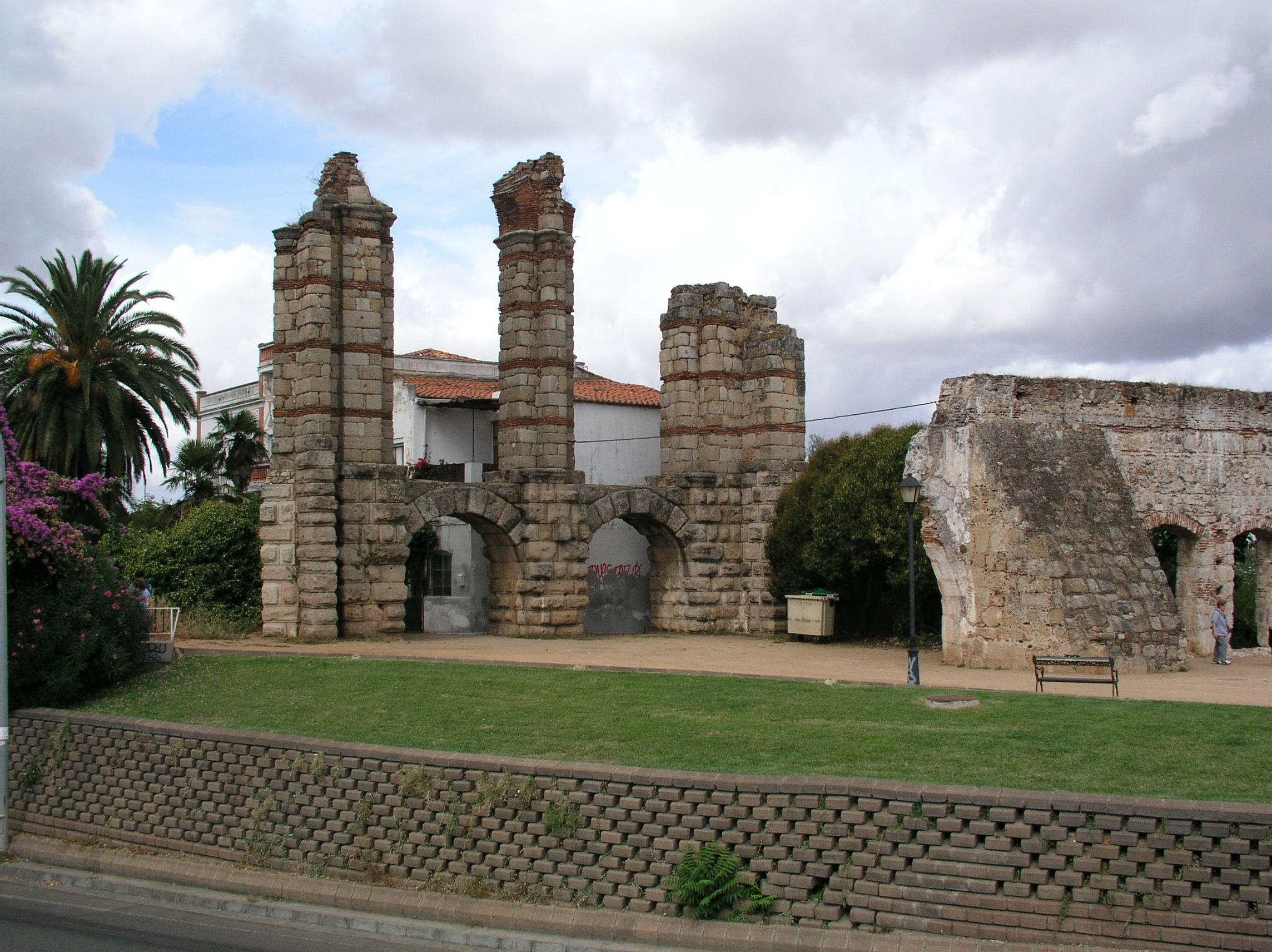
Acueducto de Rabo de Buey – San Lázaro
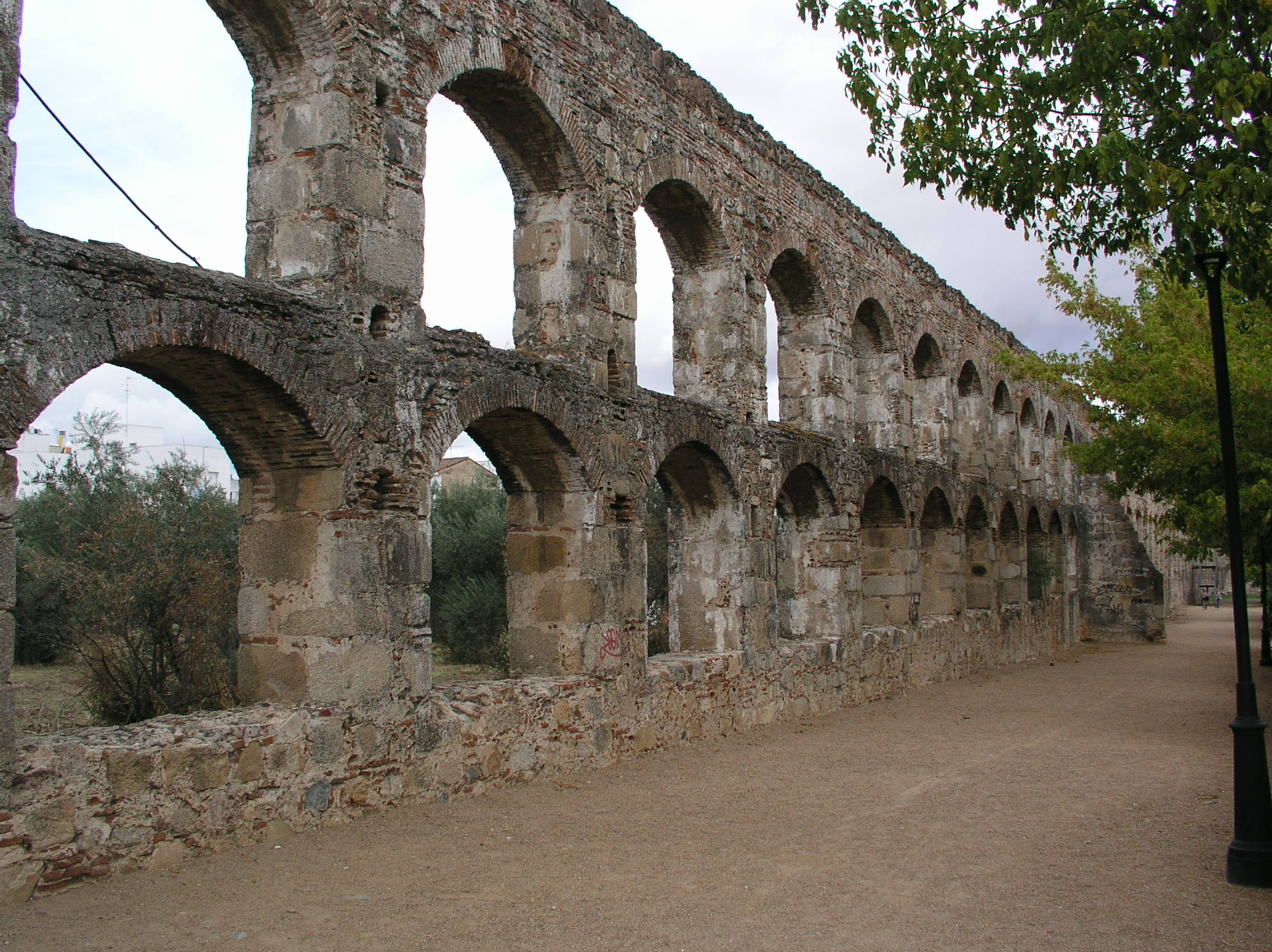
Acueducto de San Lázaro